# Leyla Aubert
Leyla Aubert, née le 4 novembre 1934 à Genève et morte le 25 août 2023 à Genève, est une comédienne, metteuse en scène, professeure de théâtre suisse. Après des études à Paris sous la direction de Tania Balachova, elle revient à Genève et rejoint le Théâtre de Carouge, puis plus tard le Nouveau Théâtre de Poche. Elle est directrice de l'École supérieure d'art dramatique (ESAD) de 1974 à 1999. 
Leyla Aubert a interprété durant sa carrière plus de 70 rôles au théâtre et à la télévision, et été l'enseignante de Michael Lonsdale, Delphine Seyrig ou encore Zouc.
Elle meurt le 25 août 2023 à Genève à l'âge de 88 ans.

## Biographie

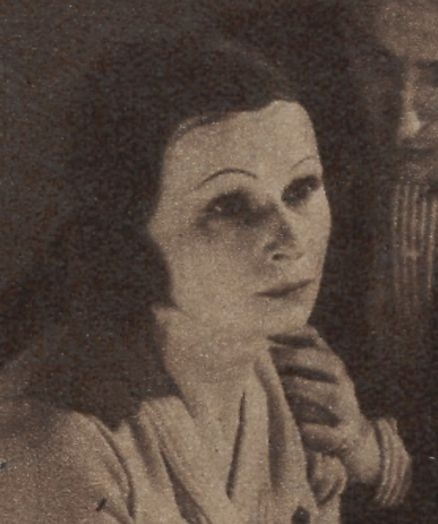
Tania Balachova

D'origine russe, Leyla Aubert est née le 4 novembre 1934 à Genève. En 1955, elle part à Paris afin de suivre les cours d'art dramatique de la russe Tania Balachova, référence en la matière.
De retour à Genève en 1957, elle rejoint le Théâtre de Carouge, fondé par François Simon et Philippe Mentha. Elle incarne l'Olivia de la toute première pièce montée par la troupe, La nuit des rois de Shakespeare, puis joue différents rôles dans d'autres pièces comme Les Rustres de Goldoni ou encore Les Trois Sœurs de Tchekhov.

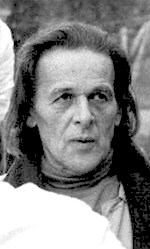
François Simon

Leyla Aubert se produit aussi au Théâtre municipal de Lausanne où elle joue le rôle principal dans la pièce Sainte Jeanne des abattoirs de Brecht, mise en scène pour la première fois en français par Benno Besson.
En 1960, elle incarne Violaine dans L'Annonce faite à Marie de Paul Claudel dans l'adaptation de Claude Goretta à la TSR. Elle y joue aux côtés de sa propre sœur, l'actrice Liliane Aubert. La même année, elle incarne Camille, l’héroïne d’On ne badine pas avec l’amour.
Quelques années plus tard, Leyla Aubert rejoint le Nouveau Théâtre de Poche où elle jouera pour les réalisations de Richard Vachoux, avant de proposer ses propres mises en scène de Beckett et de Pinter.
En 1973, elle monte au Centre dramatique de Lausanne Un petit nid d’amour de Georges Michel.
Après avoir enseigné l’art dramatique au Conservatoire de Genève, elle prend en 1974 la direction de l'École supérieure d'art dramatique (ESAD). À propos de cette institution qu'elle dirige jusqu'en 1999, elle dit, dans un article de La Tribune de Genève publié le 10 juin 1992 : « il y a toujours trop de comédiens formés, mais jamais assez de bons acteurs pour mettre sur pied une distribution qui se tienne... Tous ces paramètres sont difficiles à gérer. Il faudrait que les différentes branches du métier de comédien (radio, TV, enseignement, publicité, cinéma) offrent davantage de débouchés ».
Elle a interprété plus de 70 rôles au théâtre et à la télévision, et été l'enseignante de Michael Lonsdale, Delphine Seyrig ou encore Zouc.
Elle meurt le 25 août 2023 à Genève à l'âge de 88 ans.